# Jean Waring
Jean Waring (* um 1935, verheiratete Jean Folinsbee) ist eine kanadische Badmintonspielerin. 

## Karriere
Jean Waring gewann 1955 ihren ersten kanadischen Titel im Dameneinzel. Erst elf Jahre später, mittlerweile als verheiratete Folinsbee, gelang ihr ein weiterer Titelgewinn in der gleichen Disziplin. Bei den All England 1955 wurde sie Fünfte im Einzel, bei den All England 1956 Neunte.

## Sportliche Erfolge
| Saison | Veranstaltung                 | Disziplin   | Platz | Name                          |
| ------ | ----------------------------- | ----------- | ----- | ----------------------------- |
| 1955   | Kanada: Einzelmeisterschaften | Dameneinzel | 1     | Jean Waring                   |
| 1966   | Kanada: Einzelmeisterschaften | Dameneinzel | 1     | Jean Folinsbee                |
| 1988   | Kanada: Masters 50 plus       | Dameneinzel | 1     | Jean Folinsbee                |
| 1988   | Kanada: Masters 50 plus       | Damendoppel | 1     | Mimi Nilsson / Jean Folinsbee |
| 1989   | Kanada: Masters 50 plus       | Dameneinzel | 1     | Jean Folinsbee                |
| 1990   | Kanada: Masters 50 plus       | Dameneinzel | 1     | Jean Folinsbee                |
| 1991   | Kanada: Masters 50 plus       | Dameneinzel | 1     | Jean Folinsbee                |